# Romance in Manhattan
Pour plus de détails, voir Fiche technique et Distribution.
Romance in Manhattan est un film américain réalisé par Stephen Roberts, sorti en 1935.

## Synopsis
Karel Novak, émigré tchèque, arrive à New York, à bord du paquebot dans lequel il a embarqué, avec en poche les 58 dollars qui lui permettront de s'installer en Amérique. Mais, à peine arrivé, il apprend que la caution a augmenté et qu'il lui faut désormais verser 200 dollars. La douane le refoule et l'oblige à reprendre le navire du retour. Obstiné, Karel se refuse à quitter cette terre d'asile et se jette à l'eau. À moitié mort de faim, il erre à travers la ville et rencontre par hasard une jeune danseuse, Sylvia Dennis, qui vit avec son jeune frère Frank. Celle-ci décide de l'héberger...

## Fiche technique
- Réalisation : Stephen Roberts
- Scénario : Jane Murfin, Edward Kaufman, d'après une histoire de Norman Krasna et Don Hartman
- Photographie : Nicholas Musuraca
- Montage : Jack Hively
- Musique : Alberto Colombo
- Direction artistique : Charles M. Kirk, Van Nest Polglase
- Producteur : Pandro S. Berman
- Société de production : RKO Pictures
- Pays d'origine :  États-Unis
- Format : Noir et blanc — 35 mm — 1,37:1 — Son : Mono
- Genre : Comédie romantique
- Durée : 77 minutes
- Dates de sortie : 
  -  États-Unis : 11 janvier 1935
  -  France : 18 avril 1935[1]

## Distribution
- Francis Lederer : Karel Novak
- Ginger Rogers : Sylvia Dennis
- Jimmy Butler : Frank Dennis, le jeune frère de Sylvia
- J. Farrell MacDonald : l'officier Murphy
- Arthur Hohl : Halsey J. Pander, l'avocat
- Oscar Apfel : le juge
- Sidney Toler : le sergent de police
- Donald Meek : le pasteur
- Helen Ware : miss Anthrop
- Eily Malyon : miss Evans
- Lillian Harmer : Mrs Schultz, la propriétaire
- Reginald Barlow : l'officier des douanes
- Richard Alexander
- Irving Bacon
- Wade Boteler
- A.S. 'Pop' Byron
- Spencer Charters
- Martin Cichy
- Andy Clyde
- Dick Curtis
- James Donlan : Mr. Harris
- Bill Dooley
- Harold Goodwin : le docteur
- Ben Hendricks Jr.
- Paul Hurst : Joe
- Edward LeSaint
- Jack Pennick
- Christian Rub : Otto
- Frank Sheridan